# Conferência de Casablanca

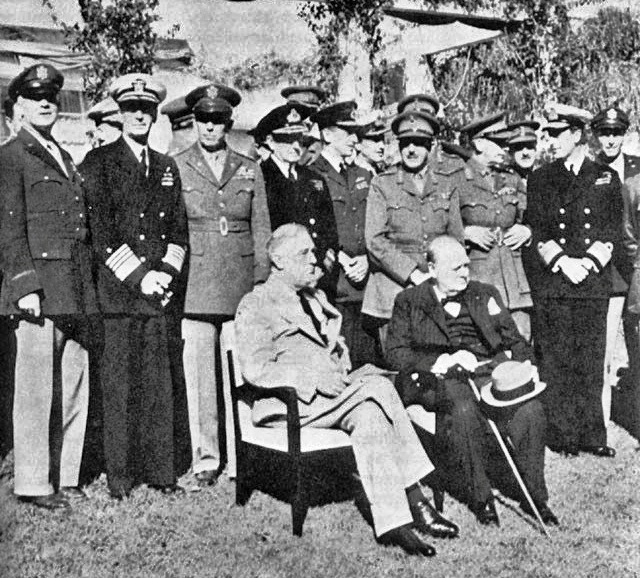
O presidente dos Estados Unidos Franklin D. Roosevelt e o primeiro-ministro britânico Winston Churchill e seus conselheiros na Conferência de Casablanca, em 1943

A Conferência de Casablanca foi realizada no Hotel Anfa em Casablanca, Marrocos Francês de 14 a 24 janeiro de 1943 para planejar a estratégia dos Aliados europeus para a próxima fase da Segunda Guerra Mundial. Estiveram presentes o presidente dos Estados Unidos Franklin D. Roosevelt, o primeiro-ministro britânico Winston Churchill e, representando as forças francesas livres, os generais Charles de Gaulle e Henri Giraud. O secretário-geral soviético Josef Stalin se recusou a participar, citando que o conflito em curso em Stalingrado exigia a sua presença na União Soviética. A agenda da conferência abordava detalhes do procedimento tático, alocação de recursos e as questões mais amplas de política diplomática. O debate e as negociações produziram o que ficou conhecido como a "Declaração de Casablanca", e que foi, talvez, a sua declaração de propósito mais provocante historicamente, a "rendição incondicional". A doutrina da "rendição incondicional" veio a representar a voz unificada da vontade implacável dos Aliados — a determinação de que as potências do Eixo seriam combatidas até sua derrota final e aniquilação.

## Declaração de Casablanca

### Doutrina da "Rendição incondicional"
A declaração de Casablanca anunciou ao mundo que os aliados não aceitariam nada além da “rendição incondicional” das Potências do Eixo. O termo “rendição incondicional” foi utilizado pela primeira vez pelo General Ulysses S. Grant que comunicou essa posição ao comandante confederado no Forte Donelson durante a Guerra civil americana.
Em 12 de fevereiro de 1943, Roosevelt explicou na rádio o que ele queria dizer com rendição incondicional: “Nós não falamos de machucar as pessoas comuns dos países do eixo. Mas nós realmente falamos de punir os líderes barbáricos desses países”.
Inicialmente, os Estados Unidos e a Grã-Bretanha não queriam que a guerra acabasse com a captura alemã. Algumas fontes contradizem as oficiais, reportando um acordo entre Churchill e Roosevelt, indicando que Churchill não era completamente a favor da rendição incondicional. O correspondente do New York Times, Drew Middleton, que estava na conferência, revelou em seu livro, Retreat From Victory, que Churchill tinha se "assustado com o anúncio público da rendição incondicional. Eu tentei esconder minha surpresa. Mas eu era o conselheiro de Roosevelt".
De acordo com o embaixador dos Estados Unidos em Moscou, Charles Bohlen, “A responsabilidade pela doutrina da rendição incondicional é quase exclusiva do presidente Roosevelt". Ele achou que Roosevelt tinha feito o anúncio "Para manter as forças soviéticas ocupadas com as frentes Alemã e Russa, acabando com as munições e com os soldados alemães" e também para "evitar que Stalin negociasse um acordo de paz com o Regime Nazista".
Durante a viagem de volta aos Estados Unidos, o Presidente Roosevelt se encontrou com o Presidente do Brasil, Getúlio Vargas, na Conferência do Potengi, onde discutiram a participação do Brasil no esforço de guerra e definiram os acordos que levaram à criação da Força Expedicionária Brasileira. A conferência ocorreu a bordo do USS Humboldt, no porto do rio Potengi em Natal, Rio Grande do Norte, em 28 e 29 de janeiro de 1943.